# 2007 год в истории метрополитена
В этой статье перечисляются основные  события из истории метрополитенов в 2007 году. Полужирным шрифтом выделены открытия новых транспортных систем.

## События

### Первое полугодие
- 1 января — на действующем участке открыта 17-я станция метрополитена Хельсинки — «Каласатама».
- 27 февраля — открыта станция «Кантагалу» Линии 1 метрополитена Рио-де-Жанейро.
- 25 апреля — открылся метрополитен Пальма-де-Мальорка (Испания). В предварительном режиме заработали 9 станций (8 подземных) 1-й линии протяжённостью 8,3 км: «Пласа-де-Эспанья», «Жасинт Вердагер», «Сон Фортеза — Сон Коста», «Сон Фустер Велль», «Гран Вия Азима», «Сон Кастельо», «Ками дельс Рейс», «Сон Сардина», «Университат де лес Ильес Балеарс».

### Второе полугодие
- 23 августа — открыто электродепо «Харьковское» Киевского метрополитена.
- 30 августа — открылся участок Московского метрополитена «Чкаловская» — «Трубная» (без станции «Сретенский бульвар»).
- 2 октября — открыт участок Линии A Лионского метрополитена от станции Лоран Бонве — Астробаль до станции Воль-ан-Велен — Ла-Суа.
- 5 октября — открыт второй пусковой участок Туринского метрополитена протяжённостью 2,1 км с тремя станциями: «Винцальо», «Ре Умберто», «Порта Нуова».
- 18 октября — открыты 4 станции Линии H метрополитена Буэнос-Айреса: «Онсе — 30 декабря», «Венесуэла», «Умберто I», «Касерос».
- 28 октября — открыты 2 станции Мюнхенского метрополитена: «Обервизенфельд», «Олимпиа-Айнкауфсцентрум». В Мюнхене теперь 98 станций.
- 7 ноября — на Московской линии Минского метрополитена открыты станции «Борисовский тракт» и «Уручье».
- 26 декабря — открыта 9-я станция «Российская» Самарского метрополитена.
- 29 декабря — на участке Московского метрополитена «Чкаловская» — «Трубная» открыта 174-я станция «Сретенский бульвар».